# Kirstine von Blixen-Finecke

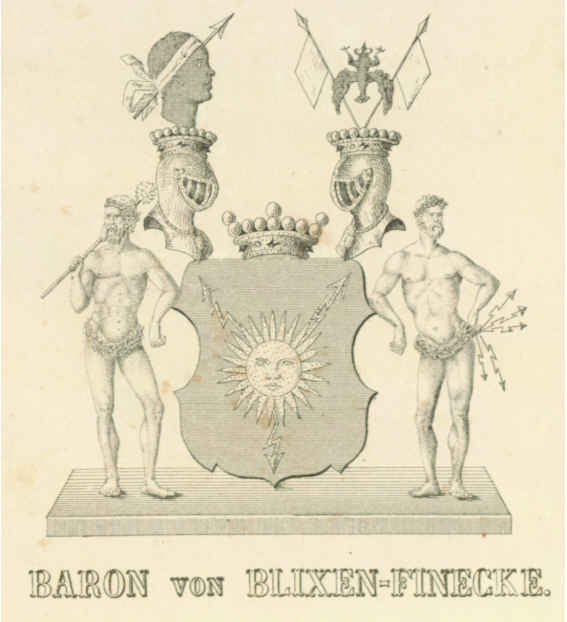
Friherrliga ätten von Blixen-Fineckes vapen (Bagmihl 1846), Pommersches Wappenbuch, Bd. 2, 1846

Edel Kirstine von Blixen-Finecke, född Secher den 6 maj 1945, är svensk friherrinna och sedan den 1 januari 2016 Sveriges överhovmästarinna. Hon har tidigare varit hovdam samt Sveriges statsfru och chef för drottning Silvias hovstat. von Blixen-Finecke är mentor åt prinsessan Sofia. Tidigare var hon egenföretagare i inredningsbranschen, personalchef och headhunter.

## Utmärkelser

### Svenska
- Carl XVI Gustafs jubileumsminnestecken II (CXVIG:sJmtII 2013)
- Carl XVI Gustafs jubileumsminnestecken (CXVIG:sJmt 1996)
- H.M. Konungens medalj i guld av 12:e storleken i kedja (Kong:sGM12mkedja 2021, Kong:sGM12mserafb 2009, Kon:sGM8mserafb 1997) för förtjänstfulla insatser som överhovmästarinna[4]

### Utländska
- Storkors av Isländska falkorden (7 september 2004)[5]
- Storkors av Italienska republikens förtjänstorden (24 mars 2009)[6]
- Storkors av Isabella den katolskas orden (16 november 2021)[7]
- Kommendör av Norska förtjänstorden (1 juli 1992)[8]
- Första klass av Estniska Terra Mariana-korsets orden (18 januari 2011)[9]
- 3:e klass av Vita stjärnans orden (september 1995)[10]
- Storkors av Dannebrogorden (6 maj 2024).[11]